# Jelena Borissowna Frolowa

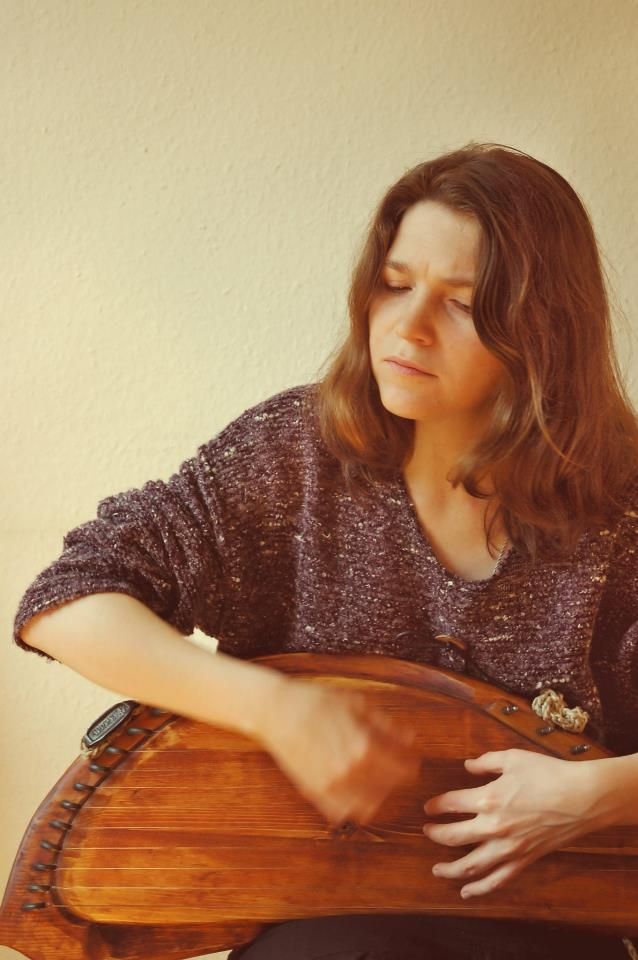
Jelena Frolowa

Jelena Borissowna Frolowa (russisch Елена Борисовна Фролова; * 1. Oktober 1969 in Riga, Lettische SSR) ist eine russische Sängerin, Komponistin und Dichterin. Sie vertont und singt Gedichte russischer Autoren des zwanzigsten Jahrhunderts und ihre eigenen.

## Biographie
Die in Riga geborene Frolowa begann im Alter von zwölf damit, eigene Stücke zu schreiben und trat 15-jährig erstmals auf. Sie gewann zahlreiche Gesangs- und Musikwettbewerbe, darunter das zweite Allunions-Kunstliedfestival 1988 in Tallinn. Ab 1989 arbeitete sie auch als Schauspielerin am „Moskauer Theater für Musik und Poesie“ von Jelena Kamurowa. Seit 1991 singt Frolowa auf Solo-Tourneen in Russland, Westeuropa und Israel.
1996 erlernte Jelena Frolowa mit der Gusli ein neues Instrument, mit dem sie russische Folklore aber auch andere Lieder vorträgt. Sie ist eine von wenigen russischen Barden, die sich sowohl der Gusli wie der Gitarre als Begleitinstrument bedienen. Im Dezember 2003 wurde ihr Solo-Album „Zerkalo“ (Spiegel) im Maison des Cultures du Monde in Paris vorgestellt.
Während 25 Jahren öffentlicher Präsenz erarbeitete sich Frolowa über 700 Lieder und veröffentlichte mehr als 40 Alben. Neben eigenen Stücken vertonte sie Gedichte von Marina Zwetajewa, Ossip Mandelstam, Anna Achmatowa, Sofia Parnok, Joseph Brodsky, Anna Barkowa, Boris Pasternak, Marija Petrowych, Michail Kusmin, Weniamin Blaschenny und weiteren.
Jelena Frolowa beteiligte sich 2003 am Kongress „The historical experience of the Soviet Communist totalitarianism: the opposition to Gulag“ in Mailand mit einem Programm über Gedichte von Warlam Schalamow und Anna Barkowa. Im März 2004 vertrat sie Russland am ersten internationalen Festival „Eurasia Diva“ in Moskau. Frolowa ist Mitglied im postsowjetischen russischen Schriftstellerverbands.

## Diskografie (Auswahl)
- 1997: Небо Любит Тебя
- 2003: Zerkalo, Ed. L’Empreinte digitale
- 2003: Dorojenka, Asia Plus / Crown Roots
- 2005: Elena Frolova chante Marina Tsvetaïeva, Ed. L’Empreinte digitale
- 2008: El Sol De La Tarde